# Kamienica przy ulicy Kornela Ujejskiego 9 w Krakowie
Kamienica przy ulicy Kornela Ujejskiego 9 – zabytkowa kamienica znajdująca się w Krakowie, w dzielnicy VII przy ul. Kornela Ujejskiego, na Półwsiu Zwierzynieckim.
Kamienica została wzniesiony w latach 1933–1934 według projektu architekta Adama Smykly.
Budynek znajduje się w gminnej ewidencji zabytków.